# 二岡康平
二岡 康平（ふたおか こうへい、1994年2月5日 - ）は、鳥取県西伯郡伯耆町出身 の陸上競技選手。専門は長距離走・マラソン。鳥取県立鳥取中央育英高等学校、駒澤大学文学部卒業。中電工陸上競技部所属。

## 来歴・人物
高校1・2年時に全国高校駅伝に出場。3年時はインターハイ鳥取県大会5000ｍで2位。中国地区大会7位で全国出場はならず。全日本びわ湖クロカン5kmで4位入賞。
大学ではハーフマラソンに意欲的に取り組む。4年時の第92回箱根駅伝では9区で区間2位と快走し、チームを総合3位に導く。
大学卒業後の2016年4月、中電工に入社し陸上部に所属。入部1年目の2017年金栗杯・玉名ハーフマラソン大会では、優勝した押川裕貴と同タイムながら2位と惜敗したが、自己記録を更新した。
2年目の2018年別府大分毎日マラソンでフルマラソンに初挑戦（2時間13分28秒、13位）。同年7月のゴールドコーストマラソンを経て、3回目の2019年2月の別府大分毎日マラソンでは、2時間09分15秒の自己ベストで日本人トップの4位となり、マラソングランドチャンピオンシップの出場権を獲得した。
2019年5月、同年9～10月にドーハで開かれる2019年世界陸上競技選手権大会の男子マラソン・日本代表に川内優輝、山岸宏貴とともに選出。これに伴い同年9月15日開催のMGC・2020年東京オリンピック代表選考会への出場は辞退する。世界陸上ドーハ大会を選択した理由に関して「東京五輪に特別な思いはあったが、今、世界を経験することで今後の視野が広がるかなということもあった」と説明。なお、東京五輪・男子マラソン日本代表の3枠目を念頭に「可能性がある限りは狙っていきたい」と意欲を示している。
しかし、10月5日開催（日本時間では翌6日）の世界陸上男子マラソン本番では、レース前半の10Km過ぎで2位集団についてゆけず、徐々に後退。中間点を過ぎた29Km付近で川内優輝に追いつかれた後、32Km地点では川内にもズルズルと遅れを取ってしまい、結局日本人最下位の37位（記録は2時間19分23秒）に終わった（日本人最高位は山岸宏貴の25位、川内も29位に終わり8位以内の入賞はならなかった）。

## 自己ベスト
- 5000m：13分52秒60（2021年9月 全日本実業団陸上)
- 10000m：28分38秒17（2018年11月 中国実業団記録会）
- 10マイル：47分02秒（2018年12月 熊本甲佐10マイル公認ロードレース[13]）
- ハーフマラソン：1時間03分18秒（2017年3月 金栗杯・玉名ハーフマラソン大会[14]）
- マラソン：2時間09分14秒（2021年12月 第75回福岡国際マラソン）